# Semiothisa oxa
Semiothisa oxa là một loài bướm đêm trong họ Geometridae.